# البيرتو ريغازوني
البيرتو ريغازوني (4 مايو 1983 بلوغانو في سويسرا - ) هو لاعب كرة قدم سويسري في مركز الهجوم. شارك مع منتخب سويسرا لكرة القدم. أما مع النوادي، فقد لعب مع نادي سانت غالن ونادي سيون ونادي كياسو ونادي لوغانو ونادي يانغ بويز وFC Malcantone Agno ‏.

## وصلات خارجية
- البيرتو ريغازوني على موقع قاعدة بيانات كرة القدم.إي يو (الإنجليزية)
- البيرتو ريغازوني على موقع ناشيونال فوتبول تيمز (الإنجليزية)
- البيرتو ريغازوني على موقع عالم كرة القدم.نت (الإنجليزية)